# کالینین (شهرستان قره‌سو)
کالینین (به لاتین: Imeni Kalinina) یک منطقهٔ مسکونی در قرقیزستان است که در شهرستان قره‌سو (قرقیزستان) واقع شده‌است. کالینین ۲٬۰۷۱ نفر جمعیت دارد.